# Coppa dei Campioni 1991-1992 (pallavolo femminile)
La Coppa dei Campioni di pallavolo femminile 1991-1992 è stata la 32ª edizione del massimo torneo pallavolistico europeo per squadre di club; iniziata con la fase ad eliminazione diretta a partire dal 2 novembre 1991, si è conclusa con la final-four di Ravenna, in Italia, il 23 febbraio 1992. Alla competizione hanno partecipato 24 squadre e la vittoria finale è andata per la seconda volta all'Olimpia Ravenna.

## Squadre partecipanti
| - Emlakbank - Panathīnaïkos - Espanyol - Hapoël Bat Yam - CJD Berlin - BKS - Slávia Bratislava - Universitatea Craiova | - Eger - Uraločka - CJD Feuerbach - Britannia Volleyball - BTV Lucerna - GYM - Herentals - Koll | - RC de France - Olimpia Ravenna - Olympus Sneek - CSKA Sofia - Dinamo Tirana - Vasama Vaasa - Post Wien - HAOK Mladost |

## Prima fase

### Squadre qualificate
- Emlakbank
- Panathīnaïkos
- Espanyol
- BKS
- Slávia Bratislava
- Herentals
- RC de France
- Post Wien

## Ottavi di finale

### Squadra qualificate
- Emlakbank
- Uraločka
- CJD Feuerbach
- RC de France
- Olimpia Ravenna
- Olympus Sneek
- Post Wien
- HAOK Mladost

## Quarti di finale

### Squadre qualificate
- Uraločka
- CJD Feuerbach
- Olimpia Ravenna
- HAOK Mladost

## Final-four
La final four si è disputata a Ravenna ( Italia). Le semifinali si sono disputate il 22 febbraio, mentre la finale per 3º/4º posto e la finalissima si è giocata il 23 febbraio.

### Finali 1º e 3º posto
|  | Semifinali      | Semifinali      | Semifinali   |              |                 | Finale             | Finale             | Finale             |  |
|  |                 |                 |              |              |                 |                    |                    |                    |  |
|  | HAOK Mladost    | HAOK Mladost    | 3            |              |                 |                    |                    |                    |  |
|  | HAOK Mladost    | HAOK Mladost    | 3            |              |                 |                    |                    |                    |  |
|  | Uraločka        | Uraločka        | 0            |              |                 |                    |                    |                    |  |
|  | Uraločka        | Uraločka        | 0            |              | Olimpia Ravenna | Olimpia Ravenna    | 3                  |                    |  |
|  |                 |                 |              |              | Olimpia Ravenna | Olimpia Ravenna    | 3                  |                    |  |
|  |                 |                 | HAOK Mladost | HAOK Mladost | 2               |                    |                    |                    |  |
|  | Olimpia Ravenna | Olimpia Ravenna | HAOK Mladost | HAOK Mladost | 2               | 3                  |                    |                    |  |
|  | Olimpia Ravenna | Olimpia Ravenna |              |              |                 | 3                  |                    |                    |  |
|  | CJD Feuerbach   | CJD Feuerbach   | 0            |              |                 | Finale 3º/4º posto | Finale 3º/4º posto | Finale 3º/4º posto |  |
|  | CJD Feuerbach   | CJD Feuerbach   | 0            |              |                 |                    |                    |                    |  |
|  |                 |                 |              |              |                 |                    |                    |                    |  |
|  |                 |                 |              |              |                 | Uraločka           | Uraločka           | 3                  |  |
|  |                 |                 |              |              |                 | Uraločka           | Uraločka           | 3                  |  |
|  |                 |                 |              |              |                 | CJD Feuerbach      | CJD Feuerbach      | 1                  |  |